# Core-MEDALICS
Core-MEDALICS（コア・メダリクス）は、日本のロックバンド。秋間経夫、元HAL FROM APOLLO '69のhal、上西泰史、音楽プロデューサーのワタナベノブタカ、セッションドラマーのSHIGESONIQにて2005年に東京で結成。現在のJ-POPシーンには存在しないグラムロックとパンク・ロックの融合したサウンドを展開。